# Orquesta Guayacán
Orquesta Guayacán is een Colombiaanse salsagroep uit Bogotá. Deze groep is in 1984 opgericht door Alexis Lozano. De groep bestaat nog steeds, maar was vooral populair in de jaren 90 van de twintigste eeuw.
In hun oeuvre bevinden zich liederen als Oiga, mire vea, Amor traicionero, invierno en primavera, Ay amor, cuando las miradas hablan en  Cambiaré por ti.

## Zelfmoord
Op 16 februari 2007 pleegde Jairo Ruiz Maiman, een oud-vocalist van de band zelfmoord in zijn huis in Veracruz in Mexico. De zanger was depressief na de dood van zijn moeder en werd door zijn vrouw en zevenjarig zoontje gevonden.

## Discografie
- 1990: Las mas bella
- 1993: A verso y golpe
- 1993: Con el corazon abierto
- 1994: A puro golpe
- 1995: Llego la hora de la verdad
- 1997: Con sabor tropical
- 2000: Nadie nos quita lo bailao
- 2001: Sentimental de punta a punta
- 2003: Otra cosa
- 2004: Por Siempre
- 2006: Xtremo
- 2007: Vip Edition
- 2009: Bueno y más
- 2013: 25 años 25 exitos 25 artistas